# Arnaldo Saraiva
Arnaldo Baptista Saraiva (Covilhã, Casegas, 1939), é um professor catedrático jubilado, poeta, ensaísta, tradutor e cronista português. Recebeu o Prémio Seiva (2017) na área de Letras.

## Biografia
Arnaldo Saraiva é professor universitário, investigador científico e literário, ensaísta, cronista e poeta.
Frequentou o Seminário do Fundão e o Seminário da Guarda, tendo terminado o ensino secundário no Fundão, onde trabalhou como redator no Jornal do Fundão.
Licenciado em Filologia Românica pela Faculdade de Letras da Universidade de Lisboa, doutorou-se na Faculdade de Letras da Universidade do Porto, onde exerceu a função de professor de Literatura Brasileira, Literatura Francesa e Literaturas Orais e Marginais. Foi leitor de Língua e Literatura Portuguesa e Brasileira na Universidade da Califórnia, em Santa Bárbara (EUA), e professor convidado da Universidade de Paris III (Sorbonne Nouvelle). Fez estudos superiores no Rio de Janeiro, onde preparou a tese "Carlos Drummond de Andrade: do Berço ao Livro". Em Paris fez estudos sob orientação de Roland Barthes, A. J. Greimas e Gérad Genette, fez também estudos superiores em Urbino.
Foi dirigente da Cooperativa Árvore e do Boavista Futebol Clube.
Colaborador da Radiotelevisão Portuguesa, da Radiodifusão Portuguesa (Antena1) e de várias publicações portuguesas e estrangeiras. Colaborador da Enciclopédia Luso-Brasileira de Cultura. Fundador do Centro de Estudos Pessoanos, co-dirigindo a revista Persona e o jornal O Boavista do qual foi fundador.
Está representado na Antologia dos Poetas Brasileiros - Fase Moderna, de Manuel Bandeira e Walmir Ayala e na Antologia da Novíssima Poesia Portuguesa, de Maria Alberta Menéres e E. M. de Melo e Castro.
Arnaldo Saraiva foi distinguindo com o Prémio Seiva (2017) na área das Letras. A Companhia de Teatro Seiva Trupe distinguiu ainda, nesta 11.ª edição, o pintor Jorge Pinheiro (Artes) e a patologista Fátima Carneiro (Ciências).
É casado com Maria de Fátima Aires Pereira Marinho Saraiva, professora catedrática na FLUP.

## Obras
- ae (poemas 1959-66) (1967);
- Carlos Drummond de Andrade: do Berço ao Livro (1968) (tese de Licenciatura
- Encontros Des Encontros (1973);
- Os Hinos Nacionais (1973);
- Mário Cláudio - um Verão Assim, com um estudo de Arnaldo Saraiva (1974);
- Um texto assim: estudo sobre a narrativa Um Verão assim de Mário Cláudio (1974);
- Bilinguismo e literatura (1975);
- Literatura marginalizada (1975);
- Correspondência Inédita de Mário de Sá-Carneiro a Fernando Pessoa (1980);
- Fernando Pessoa e Jorge de Sena (198?)
- Literatura marginalizada : novos ensaios (1980);
- In (poemas) (1983);
- Para a história da leitura de Rilke em Portugal e no Brasil (1984);
- O modernismo brasileiro e o modernismo português : subsídios para o seu estudo e para a história das suas relações (1985) (tese de Doutoramento)
- O Modernismo Brasileiro e o Modernismo Português (3 vols.) (1986);
- Um Nome para o Seu Filho e para a sua Filha seguido de Os Escritores e os Nomes (1986)
- Eugénio de Andrade (1987);
- Literatura brasileira II : história, programa, conteúdos, métodos e bibliografia  (1992) (relatório apresentado nas provas de Agregação do 2º Grupo (Línguas e Literaturas) da Faculdade de Letras do Porto)
- O Livro dos Títulos (1992);
- Bacoco é Bacoco seus Bacocos (1995);
- Introdução à Poesia de Eugénio de Andrade (1995);
- Fernando Pessoa Poeta-Tradutor de Poetas (1996);
- O Sotaque do Porto (1996);
- Conversas com Escritores Brasileiros (2000);
- Modernismo Brasileiro e Modernismo Português (2004);
- Folhetos de Cordel e Outros da minha Colecção (2006).